# Murów (gmina)
Murów est une gmina rurale du powiat de Opole, Opole, dans le sud-ouest de la Pologne. Son siège est le village de Murów, qui se situe environ 23 km au nord de la capitale régionale Opole.
La gmina couvre une superficie de 159,7 km2 pour une population de 5 912 habitants.

## Géographie
La gmina inclut les villages de Murów, Bożejów, Bukowo, Czarna Woda, Dębiniec, Grabczok, Grabice, Kały, Kęszyce, Mańczok, Młodnik, Morcinek, Nowe Budkowice, Okoły, Radomierowice, Stare Budkowice, Święciny, Wojszyn et, Zagwiździe
La gmina borde les gminy de Dobrzeń Wielki, Kluczbork, Lasowice Wielkie, Łubniany, Pokój et Wołczyn.